# يوري (لاعب كرة قدم مواليد 1984)
يوري هو لاعب كرة قدم برازيلي في مركز حراسة المرمى، ولد في 27 أبريل 1984 في أوساسكو في البرازيل. لعب مع نادي ميراسول.